# 弗兰克·施密特 (足球员)
弗兰克·施密特（德語：Frank Schmidt，1974年1月3日—）是一位德国前足球运动员及现任足球教练，自2007年起执教海登海姆足球俱乐部，并率领当时仍处于第四级的巴登-符腾堡高级联赛球队一路升入2023-24赛季德甲联赛。

## 球员生涯

### 俱乐部生涯
施密特出生于巴登-符腾堡州的海登海姆，在邻镇布伦茨河畔京根长大，并率先在当地的SC俱乐部踢足球，继而转投竞争对手TSG京根。随后，他又加入乌尔姆1846的青训营，再从那里转投纽伦堡，于1992-93赛季成为这支德甲俱乐部的年轻球员。在当季德国足协杯第一圈以7-1战胜OT不来梅的比赛中，施密特首次代表纽伦堡一线队登场。然而，这也是他在该俱乐部的唯一一次亮相，由于难以获得出场机会，施密特于1994年1月转会至第三级的巴伐利亚高级联赛俱乐部费斯滕贝格斯格罗伊特。在俱乐部的第一个赛季，他便帮助球队获得了德国新的第三级联赛——南部地区联赛的参赛资格。第二年，他作为球队的一员，在1994-95赛季德国足协杯第一圈比赛中令人震惊地以1-0击败了德国足球冠军拜仁慕尼黑。当费斯滕贝格斯格罗伊特将其足球部门与菲尔特竞赛联合会合并为格罗伊特菲尔特时，施密特仍是新阵容中的球员之一。然而，他在那里并不开心，在1996-97赛季的冬歇期之前只出场5次就离开了。
离开菲尔特后，施密特于1997年前往邻国奥地利闯荡。他首先加盟低级别的維也納體育會，然后又在奥乙俱乐部第一维也纳效力了一个赛季。1998年，施密特接受了德国地区联赛俱乐部阿勒曼尼亚亚琛的邀约。他在新东家的第一个赛季非常成功，帮助球队赢得了西部/西南地区联赛冠军，并成功升入德乙，尽管在赛季结束前不久主教练维尔纳·富克斯的不幸去世给球队蒙上了阴影。施密特是亚琛在德乙前半个赛季的主力球员，但之后在与柏林普鲁士网球的比赛中受伤使他几乎整个2000年都没有参加足球比赛。他于2000-01赛季的下半程重返赛场，并于2001-02赛季重新成为主力球员，参加了27场比赛并射入6球，帮助球队惊险保级。然而，亚琛于2002年夏天相继签入的亚历山大·克利茨佩拉和奎多·兰扎特让施密特失去了阵中的位置，他遂于2003年1月离开亚琛加盟巴登-符腾堡高级联赛（第四级）俱乐部瓦德霍夫曼海姆，在那里也仅替补出场了8次。
因此，在曼海姆待了半年后，施密特又加入了刚刚崭露头角的协会联赛（第五级）俱乐部、同时也是家乡球队的海登海姆。在他加盟的首个赛季，海登海姆便以第二名的成绩升入巴登-符腾堡高级联赛。之后，施密特还被任命为队长效力了多三个赛季，并帮助球队将每季成绩都稳定在前五名，直至他于2006-07赛季末退役。

### 国家队生涯
施密特曾入选德国20岁以下国家足球队参加1993年在澳大利亚举行的世界青年锦标赛。他在赛事中曾出场过一次，在分组赛第二场德国以2-2战平加纳的比赛中替补出场，但德国队在第一阶段就被淘汰出局。

## 教练生涯
2007年9月17日，随着海登海姆原主教练迪特·梅克勒（Dieter Märkle）被解雇，施密特最初接任临时主教练职位，并获得了一份期至冬歇期的合同。然而在他的领导下，俱乐部广获成功，所以他获得了更长时间的执教。在施密特上任的首个赛季中，他取得了第四名的成绩，足以升入此时因设立全国性德丙联赛而降格为第四级的南部地区联赛。接下来一个赛季，海登海姆再夺得南部地区联赛冠军，顺利升入德丙。2010年夏天，施密特开始在科隆体育学院接受为期一年的德国足协足球教练培训课程。在此期间，他与海登海姆的合同于2011年3月被提前延长至2015年夏季。施密特带领海登海姆连续五年征战德丙，每季都以积分榜上半区的成绩完赛，之后他们在2013-14赛季提前三轮夺得德丙冠军并升入德乙，俱乐部亦随之将其合同延长至2020年6月。该合同于2018年10月再次续签三年，至2023年届满。至2019-20赛季，海登海姆以第三名身份获得了参加升降级附加赛的资格，却在对阵云达不来梅的两回合较量中因客场进球制劣势而无缘升级。在2021-22赛季第九轮过后，施密特与海登海姆再将合同延长至2027年夏季。至此，在任十四年的的施密特已成为德国职业足球界任期最长的主教练。
在德乙坚持了九年之后，2023年5月28日，施密特率领他的球队在客场对阵雅恩雷根斯堡的末轮比赛中于伤停补时阶段连入两球，其中包括蒂姆·克莱因丁斯特在第99分钟的绝杀，帮助球队以3-2获胜，从而在10分钟内将海登海姆从积分榜第三名提升至榜首，不仅淘汰了汉堡，更是凭借净胜球优势力压达姆施塔特98夺冠，历史性首度升入德甲。

## 荣誉

### 球员
阿勒曼尼亚亚琛
- 德国足球西部/西南地区联赛（III）：1999

### 主教练
海登海姆
- 德乙联赛（II）：2022-23
- 德丙联赛（III）：2013-14
- 南部地区联赛（IV）：2009
- 符腾堡杯（英语：Württemberg Cup）：2008、2011、2012、2013、2014

个人
- 德丙联赛年度最佳教练：2013-14[13]